# Pierre Girard (Segler)
Pierre Girard (* 2. August 1926 in Genf; † 12. Februar 2022) war ein Schweizer Segler.

## Karriere
Girard gewann zusammen mit Henri Copponex und Manfred Metzger die Bronzemedaille bei den Olympischen Spielen 1960 mit der 5.5 m IR (International Rule) Ballerina IV.

## Association of Archives Henri Copponex
Girard war Mitglied des Committees der Association of Archives Henri Copponex. Diese wurde 2006 gegründet. Sie wird geleitet von Françoise Copponex, der Tochter von Henri Copponex. Die Vereinigung bemüht sich um das Erbe von Henri Copponex und organisiert Veranstaltungen, um sein Andenken zu wahren. Um sein Werk zugänglich zu machen, hat die Association ein Projekt gestartet, um alle existierenden Pläne (ca. 700) zu digitalisieren.